# Alicja Czernecka-Mikrut

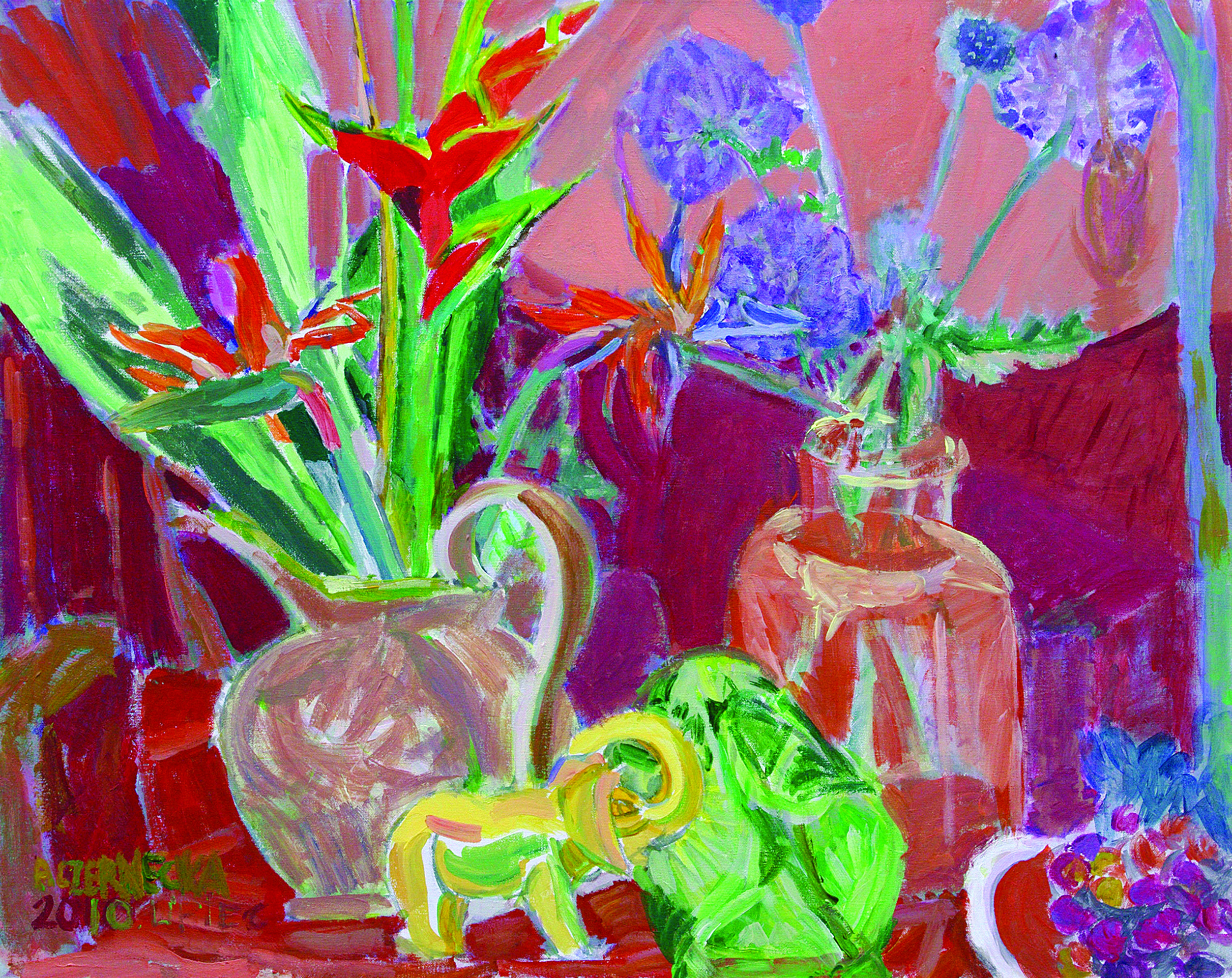
Lipiec – VI

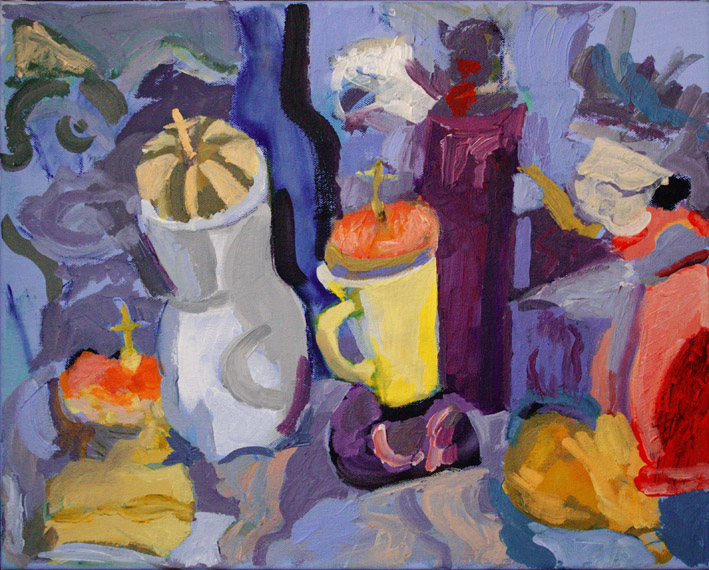
Kompozycja 6

Alicja Czernecka-Mikrut (ur. 1957 w Przemyślu) – polska malarka, kontynuatorka koloryzmu; zajmuje się również grafiką, fotografią i reżyserią.

## Życiorys
Alicja Czernecka-Mikrut ukończyła edukację na Wydziale Grafiki krakowskiej Akademii Sztuk Pięknych. W 1984 roku uzyskała dyplom (temat Pejzaże domowe) w pracowni drzeworytu Franciszka Bunscha. W 1985 roku powróciła do Przemyśla. Jest żoną malarza Marka Mikruta.

## Działalność artystyczna
Artystka uprawia rysunek, malarstwo sztalugowe, linoryt, płaskorzeźbę, kolaż, fotografię. Reżyseruje również filmy dokumentalne Jest kolorystką, maluje głównie martwe natury przybierające formistyczno – symboliczne formy, bogate w dynamikę gestu i intensywny koloryt. Od 1994 roku jest członkiem Towarzystwa Przyjaciół Sztuk Pięknych w Przemyślu.

## Nagrody i stypendia
- II nagroda na III Konfrontacjach Najmłodszych Artystów Krakowa (Myślenice 1985)
- stypendium twórcze Prezydenta Przemyśla (2000)

## Dorobek artystyczny

### Wystawy i pokazy
- III Konfrontacje Najmłodszych Artystów Krakowa, (Myślenice 1985)
- Człowiek – Bóg – Świat, podziemia Kościoła Franciszkanów – Przemyśl (1985–1986)
- Wystawa poplenerowa Słonne 85 (1986)
- Wystawa wspólna z mężem Pracownia – Zamek Kazimierzowski w Przemyślu (1995)
- Wystawa Malarze przemyscy – członkowie Towarzystwa Przyjaciół Sztuk Pięknych w Przemyślu – Gmach Muzeum Narodowego Ziemi Przemyskiej (1999)
- Wystawa Malarze przemyscy – członkowie Towarzystwa Przyjaciół Sztuk Pięknych w Przemyślu – Biuro Wystaw Artystycznych, Rzeszów (1999)
- Indywidualna wystawa Ogrody na Zamku Kazimierzowskim w Przemyślu (2000)
- Wystawa Malarze przemyscy – członkowie Towarzystwa Przyjaciół Sztuk Pięknych w Przemyślu- Samorządowe Centrum Kultury w Mielcu (2000)
- Wystawa prac malarzy – członków Towarzystwa Przyjaciół Sztuk Pięknych w Przemyślu Inspiracje – Samorządowe Centrum Kultury w Mielcu (2001)
- Wystawa prac malarzy – członków Towarzystwa Przyjaciół Sztuk Pięknych w Przemyślu Inspiracje – Zespół Zamkowo-Parkowy w Krasiczynie (2002)
- Wystawa wspólna z mężem w ratuszu miejskim w Paderborn w trakcie obchodów 10-lecia współpracy pomiędzy Przemyślem i Paderborn (2003)
- Wystawa na X-Lecie TPSP w Przemyślu – Zamek w Krasiczynie (2004)
- Wystawa Jedno spojrzenie z dwóch stron granicy w ramach V Festiwalu Kultury Polskiej na Ukrainie – Lwów (2004)
- Wystawa Jedno spojrzenie z dwóch stron granicy Muzeum Narodowe Ziemi Przemyskiej (2004)
- Wystawa Jedno spojrzenie z dwóch stron granicy – Samorządowe Centrum Kultury w Mielcu (2005)
- Wystawa prac malarzy – członków Towarzystwa Przyjaciół Sztuk Pięknych w Przemyślu – Zespół Zamkowo-Parkowy w Krasiczynie (2007)
- Udział w wystawie Temperatura ciała i pokojowa w Galerii Sztuki Współczesnej w Przemyślu (2010)
- Pokaz filmu Janek od Motyli w Galerii Biała w Lublinie (2011)
- Emocja koloru wystawa indywidualna w Muzeum Narodowym Ziemi Przemyskiej (2011)

a także udział w kilkunastu wystawach zbiorowych w kraju i za granicą.

### Filmy dokumentalne
- Janek od motyli (34 min.)
- Jaskinia (18 min.)
- Własne miejsce (18 min.)
- Notatki z pejzażu Marka Mikruta (29 min.)[5]